# Heptanthus yumuriensis
Heptanthus yumuriensis là một loài thực vật có hoa trong họ Cúc. Loài này được Borhidi mô tả khoa học đầu tiên.